# 4944 Kozlovskij
4944 Kozlovskij eller 1987 RP3 är en asteroid i huvudbältet som upptäcktes den 2 september 1987 av den ryska astronomen Ljudmila Tjernych vid Krims astrofysiska observatorium på Krim. Den är uppkallad efter den rysk-sovjetiske operasångaren Ivan Kozlovskij (1900–1993).
Asteroiden har en diameter på ungefär elva kilometer.